# Rutland (Vermont)
Rutland è un comune degli Stati Uniti d'America, capoluogo della contea omonima nello Stato del Vermont. Sita ad ovest delle Green Mountains, sull'Otter Creek, 150 km a nord-est di Albany, è sede di industrie estrattive (marmo, materiali da costruzione). Luogo di villeggiatura e di sport invernali, specie a Pico Peak.